# Ишка вас
Ишка вас (словен. Iška vas) је насељено место у општини Иг, Средњесловенска регија, Словенија.

## Историја
До територијалне реорганизације у Словенији била је у саставу града Љубљане, односно старе општине Вич–Рудник.

## Становништво
У попису становништва из 2011. године, Ишка вас је имала 402 становника.
| Број становника према пописима | Број становника према пописима | Број становника према пописима |
| ------------------------------ | ------------------------------ | ------------------------------ |
| 1991                           | 2002                           | 2011                           |
| 325                            | 356                            | 402                            |

Напомена: Године 2012. извршена је мања размена територија између насеља Ишка и Ишка вас.